# Curro Vargas (película)
Curro Vargas es una película sin sonido, en blanco y negro de España dirigida por José Buchs según su propio guion sobre la ópera del mismo nombre con música de Ruperto Chapí y libreto de Joaquín Dicenta y Antonio Paso y Cano, basada en la novela El niño de la bola de Pedro Antonio de Alarcón. La zarzuela se había estrenado el 10 de diciembre de 1898 y el filme, que se estrenó el 17 de diciembre de 1923, que tuvo como protagonistas a Ricardo Galache, Angelina Bretón, María Comendador y José Montenegro.
Durante la década de 1920 el filme se presentaba con la música original de Chapí, y a pesar de no haberse conservado la adaptación musical preparada para acompañar la película, el músico Javier Pérez de Azpeitia realizó en la década de 2010 una nueva adaptación musical sincronizada con la película para hacer con un grupo de cámara y una cantante que interpretará los temas vocales: saetas, canciones, etc.

## Sinopsis
La historia comienza a inicios del siglo XIX en un pequeño pueblo granadino, tras la muerte de Juan de vargas, Curro, el hijo de este queda en la miseria. El cura del pueblo se hace cargo del niño. Un día Curro conoce a Soledad y nace el amor. Con la intención de casarse con la muchacha Curro se muda a América para enriquecerse.

## Reparto
- Ricardo Galache	... 	Curro Vargas
- Angelina Bretón	... 	Soledad
- María Comendador... 	Doña Angustias
- José Montenegro	... 	Padre Antonio
- Ramón Meca	... 	Don Severiano
- Laura Pinillos	... 	Rosina
- Antonio Gil Varela 'Varillas'	... 	Timoteo
- María Anaya	... 	Tía Emplastos
- Mariano Aguilar
- Luisito Armenta y Medina
- Alfredo Corcuera
- José María Lado
- Celso Lucio
- Manuel Montenegro
- Fernando Roldán
- Manuel San Germán